# Terres altes de Buberuka
Les terres altes de Buberuka són una de les 12 més grans zones agroecològiques al nord-est de Ruanda i cobreix una àrea de 600 km², que és gairebé un terç de l'àrea de la prefectura de Ruhengeri. Situat a prop de la frontera amb Uganda, les terres altes inclouen parts de les províncies de Byumba i Ruhengeri situades al sud de l'equador.
S'hi troba una estació de recerca de l'Institut Nacional d'Investigació Agrícola (ISAR).

## Geografia
Les terres altes s'estenen sobre 600 km². La seva alçada oscil·la entre 1800–2400 m. Les terres altes es caracteritzen per pendents pronunciades, els sòls tenen baixa fertilitat i alta acidesa, que no afavoreixen l'elevat rendiment dels cultius. Les precipitacions anuals són aproximadament de 1400 mm. La pluja registrada a l'estació de recerca és bimodal i també de l'ordre dels 1400 mm/any.

## Economia
La patata (Solanum tuberosum L.) és el principal aliment i cultiu en efectiu després de la banana a la regió d'alta muntanya. A continuació, en ordre de prioritat són el blat de moro, fesols i blat. Per augmentar el creixement d'aquestes collites a la regió de les terres altes, entre cultius de fesols, patates, pèsols i blat es van provar de forma experimental amb Seasbani sesban (Sesbania); s'utilitzen com a suplements per al creixement calç i fems. Les espècies d'arbustos com Sasbania, Leucaena, Calliandra i Markamia mostren un creixement millor que a la regió de l'Altiplà Central on es van fer estudis similars. Els estudis han estat dirigits des de 1987 per l'Institut Nacional d'Investigació Agrícola (ISAR) que manté una subestació a Rwerere, Província de l'Oest a les terres altes. Per tal d'augmentar la producció agrícola s'han adoptat nous cultius comercials en l'àrea del projecte. Els cultius adoptats són maracujà (fruita de la passió), un article d'exportació, i patates. A més, també s'han adoptat tècniques modernes de cria ramadera. Aquest projecte, sota les sigles de la IFAD, ha tingut èxit en augmentar els ingressos i el poder adquisitiu dels agricultors i pastors. Una ONG dona suport a les dones que viuen a les terres altes per recollir l'argila i vendre-la per utilitzar-la en la construcció de maons i teules.

## Pràctiques agrícoles
El blat que es cultiva en una àrea de 4.000 ha a les terres altes representa el 50% de la superfície total en cultiu de blat al país. No obstant això, el seu rendiment ha estat generalment baix, de l'ordre de 850 kg/ha necessitant l'adopció de millors pràctiques d'usos del sòl de terrasses a les terres altes i també millors pràctiques de cultiu. Per tant, el mètode de conreu anomenat "terraplenament radical" s'ha fet en moltes zones amb pendents escarpats a les terres altes per tal de controlar l'erosió i augmentar el rendiment del cultiu. En els vessants més suaus, s'ha posat a la vora de les terrasses la plantació de cultiu d'arbres i herbes anomenada "terrassa progressiva".
Per tal d'augmentar el rendiment en el conreu del blat, es va cultivar en els vessants escarpats de les terres altes amb base experimental adoptant el mètode de fila i desherbant el camp dues vegades per setmana, contra el mètode de transmissió practicat en el passat. Això va donar lloc a la duplicació del rendiment de la zona a 3.000 kg/ha.